# Le Bal de Béatrice d'Este
Le Bal de Béatrice d'Este, in italiano Il ballo di Beatrice d'Este, è una suite in sette movimenti per orchestra da camera di Reynaldo Hahn, eseguita per la prima volta nel 1905 a Parigi.

## Cronologia
Il compositore Reynaldo Hahn, nato in Venezuela e da tempo residente a Parigi, sebbene non ancora cittadino francese, era molto devoto alla Francia, e interessato alla sua cultura storica. Nelle sue melodie utilizzò diverse composizioni di poeti francesi di epoca medievale e rinascimentale, talvolta in uno stile che evocava le loro epoche. Per Le Bal de Béatrice d'Este, tuttavia, si rivolse alla storia italiana. Beatrice d'Este era la moglie del duca di Milano Ludovico Il Moro, presiedeva una corte che comprendeva Donato Bramante, Leonardo da Vinci e altri artisti di spicco. Hahn basò la sua suite su strutture di danza arcaiche, per ritrarre un gran ballo nel palazzo ducale. La suite venne dedicata a Camille Saint-Saëns, con il quale Hahn aveva studiato nel 1890.
L'opera fu eseguita per la prima volta privatamente, nella residenza parigina di Madeleine Lemaire il 12 aprile 1905; la parte per pianoforte venne eseguita dallo stesso compositore. La prima esecuzione pubblica si tenne in un concerto al Théâtre Noveau, organizzato dalla Société Moderne pour Instruments à Vent (Società moderna per gli strumenti a fiato) il 21 maggio 1905. L'opera attirò l'attenzione della critica quando fu presentata in una serata musicale dell'alta società data dalla Princesse de Polignac nella sua dimora parigina nell'aprile del 1907.

## Partitura
La composizione, della durata media di esecuzione di circa sedici minuti, è composta da sette movimenti, in una partitura per un organico musicale composto da due flauti, un oboe, due clarinetti, due fagotti, due corni, una tromba, un pianoforte, due arpe, timpani e percussioni.
1. Ingresso di Ludovico il Moro. L'apertura,  molto solenne, è in mi bemolle maggiore, introdotta da un'arpa; è un dialogo tra un gruppo di quattro strumenti e il resto dell'ensemble.
2. Lesquercade. Questo movimento, principalmente in chiave di do bemolle maggiore, è la variante di una pavana. È suonato da strumenti a fiato e dal primo corno, accompagnato da arabeschi dell'arpa e del pianoforte.
3. Romanico. Le sezioni esterne presentano il solo flauto, con una melodia in do maggiore. La sezione centrale comprende una serie di modulazioni contrastanti.
4. Iberienne. In contrasto con l'eleganza del romanico, l'Iberienne è percussiva e fortemente ritmica. Le arpe e il pianoforte introducono il movimento con accordi alternati, prima che la tromba introduca un tema in do minore con un battito ambiguo che sfoca in due e tre tempi. La sezione centrale ha un tema lirico in do maggiore.
5. Leda e il Cigno. Sottotitolato "Intermezzo leonardesco", il movimento allude a un celebre dipinto di Leda e il cigno, perduto dalla fine del XVII secolo.
6. Courante. Il movimento inizia con una melodia per gli strumenti a fiato. La sezione centrale del trio è un canone per oboe e corno, riecheggiato dal clarinetto e dal fagotto.
7. Saluto finale al Duca di Milano'.  L'ultimo movimento è una ripetizione abbreviata dell'Ingresso di apertura.

Un arrangiamento della suite per pianoforte a quattro mani, di André Gedalge, fu pubblicato intorno al 1911.